# Mesochorus gibbosus
Mesochorus gibbosus là một loài tò vò trong họ Ichneumonidae.